# Kiotari
Kiotari (gr. Κιοτάρι) – miejscowość turystyczno-rybacka w Grecji, na wschodnim wybrzeżu wyspy Rodos, w administracji zdecentralizowanej Wyspy Egejskie, w regionie Wyspy Egejskie Południowe, w jednostce regionalnej Rodos, w gminie Rodos. W 2011 roku liczyła 163 mieszkańców.
Położona jest 60 km od stolicy wyspy - miasta Rodos, 18 km od miejscowości Lindos, 6 km od wsi Lardos i 4 km od wsi Jenadi (od której przyjęła nazwę plaża). Atrakcją miejscowości jest piaszczysto-żwirowa plaża dochodząca do 40 m szerokości.